# Govern de Catalunya 2006-2010

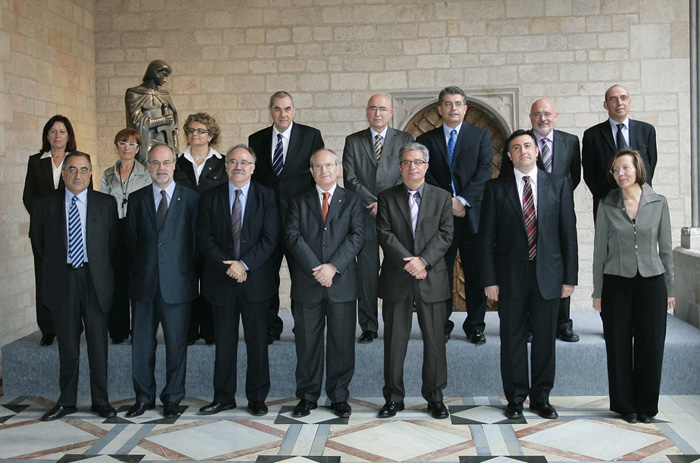
1r. govern d'entesa. VIII legislatura.

El govern de la Generalitat de Catalunya en el període 2006-2010, correspon a la VIII legislatura del període democràtic.

## Cronologia
Després de les eleccions al Parlament de Catalunya de l'1 de novembre de 2006 es produeix un acord per formar un govern anomenat Entesa Nacional pel Progrés entre el Partit dels Socialistes de Catalunya (PSC), Esquerra Republicana de Catalunya (ERC) i Iniciativa per Catalunya Verds - Esquerra Unida i Alternativa (ICV-EUiA).
Així, el 28 de novembre de 2006 es constitueix un govern presidit pel socialista José Montilla i format per 14 consellers i conselleres (7 del PSC, 5 d'ERC i 2 d'ICV-EUiA).
Tot i estar format pels mateixos partits que l'anterior govern Maragall, conegut com el "tripartit", el segon govern tripartit va començar amb dues consignes fonamentals: la fermesa presidencial i la prudència governamental. Els primers nomenaments no significaren una remodelació total i, de fet, molt responsables repetiren.
La sequera a Catalunya que havia començat en 2004 va continuar durant la legislatura i durant aquest període la resposta ciutadana va aconseguir reduir els consums en un 20 per cent per de la demanda de referència. Per poder garantir l'abastiment d'aigua a l'àrea de Barcelona es va transportar aigua del Roine amb un vaixell des de Marsella que va arribar al port el 21 de maig de 2008. Vuit episodis de pluja entre el maig i el juny del 2008 van acabar amb la pitjor sequera succeïda a Catalunya des que es recullen dades.
Per amortir els efectes de la crisi hipotecària de 2007 i la Crisi de l'habitatge a Catalunya, el govern tripartit a anunciar en 2007 la construcció de 50.000 habitatges protegits, 25.000 de compra i 25.000 de lloguer i ajuts a la rehabilitació de 100.000 pisos, però només es van iniciar 36.000 pisos.
El Tripartit no va saber crear confiança doncs no va saber gestionar l'acord entre tres partits politics massa diferents. Les tensions entre els uns i els altres foren constants i el president va ser l'autoritat interna cohesionadora fins i tot en qüestions tan importants com la Llei d'Educació, salvada per CiU.
Els recursos presentats al Tribunal Constitucional d'Espanya contra l'Estatut d'Autonomia de Catalunya de 2006 van donar pas a quatre anys d'incertesa, que la sentència contrària a l'autogovern català va agreujar. El Tripartit no va poder liderar la resposta a la sentència del TC pels constants desacords entre els socis i per la incapacitat del PSC d'enfrontar-se al PSOE. En una de les situacions polítiques més complicades des de l'adveniment de la democràcia, el Govern es va veure superat pels fets i per la societat civil i el govern no va saber liderar el país.
El problema de fons del govern fou que per fer polítiques d'esquerra es necessiten diners, però per obtenir diners cal reduir el dèficit fiscal i enfrontar-se a Madrid, i es va optar per incrementar el deute. El govern, format en clau d'esquerres, per deixar de banda la reivindicació nacionalista es va veure superat pel debat sobre l'autogovern, perjudicant ERC més que no pas als altres dos socis, resultant en fracàs la seva aposta per nacionalitzar el PSC.
El President de la Generalitat, José Montilla, signà el decret de dissolució del Parlament de Catalunya a la seva seu el 4 d'octubre de 2010, que oficialitzava el que ja havia estat anunciat en començar el curs polític unes setmanes abans.

## Estructura de govern
| President: José Montilla i Aguilera (PSC) |

| Departament                                       | Titulars                                      | Titulars                                      |
| ------------------------------------------------- | --------------------------------------------- | --------------------------------------------- |
| Departament                                       | 28 de novembre de 2006                        | 1 de març de 2008                             |
| Vicepresidència                                   | Josep-Lluís Carod-Rovira (ERC)                | Josep-Lluís Carod-Rovira (ERC)                |
| Interior, Relacions Institucionals i Participació | Joan Saura i Laporta (ICV-EUiA)               | Joan Saura i Laporta (ICV-EUiA)               |
| Justícia                                          | Montserrat Tura i Camafreita (PSC)            | Montserrat Tura i Camafreita (PSC)            |
| Governació i Administracions Públiques            | Joan Puigcercós i Boixassa (ERC)              | Jordi Ausàs i Coll (ERC)                      |
| Economia i Finances                               | Antoni Castells i Oliveres (PSC)              | Antoni Castells i Oliveres (PSC)              |
| Innovació, Universitats i Empresa                 | Josep Huguet i Biosca (ERC)                   | Josep Huguet i Biosca (ERC)                   |
| Treball                                           | Maria del Mar Serna Calvo (PSC) (Independent) | Maria del Mar Serna Calvo (PSC) (Independent) |
| Salut                                             | Marina Geli i Fàbrega (PSC)                   | Marina Geli i Fàbrega (PSC)                   |
| Educació                                          | Ernest Maragall i Mira (PSC)                  | Ernest Maragall i Mira (PSC)                  |
| Cultura i Mitjans de Comunicació                  | Joan Manuel Tresserras i Gaju (ERC)           | Joan Manuel Tresserras i Gaju (ERC)           |
| Acció Social i Ciutadania                         | Carme Capdevila i Palau (ERC)                 | Carme Capdevila i Palau (ERC)                 |
| Política Territorial i Obres Públiques            | Joaquim Nadal i Farreras (PSC)                | Joaquim Nadal i Farreras (PSC)                |
| Agricultura, Alimentació i Acció Rural            | Joaquim Llena i Cortina (PSC)                 | Joaquim Llena i Cortina (PSC)                 |
| Medi Ambient i Habitatge                          | Francesc Baltasar i Albesa (ICV-EUiA)         | Francesc Baltasar i Albesa (ICV-EUiA)         |
| Secretària del Govern                             | Laia Bonet Rull (PSC)                         | Laia Bonet Rull (PSC)                         |
| Portaveu del Govern                               | Aurora Massip i Treig (Ind.)                  | Aurora Massip i Treig (Ind.)                  |